# Roye (Somme)
 Roye  es una localidad y comuna de Francia, en la región de Picardía, departamento de Somme, en el distrito de Montdidier. Es el chef-lieu –y con mucho la mayor población- del cantón homónimo.
No está integrada en ninguna Communauté de communes.

## Historia
Villa fronteriza francesa con los Países Bajos de los Habsburgo, fue ocupada por tropas españolas en 1636-1637 y en 1653.

## Demografía
| 4912 | 5211 | 6265 | 6650 | 6333 | 6529 |
| Para los censos de 1962 a 1999 la población legal corresponde a la población sin duplicidades (Fuente: INSEE [Consultar]) |      |      |      |      |      |

La aglomeración urbana coincide con la comuna.